# Styr
Styr (vitryska: Стыр) är ett vattendrag i Belarus, på gränsen till Ukraina. Det ligger i den centrala delen av landet, 210 km söder om huvudstaden Minsk.
Omgivningarna runt Styr är en mosaik av jordbruksmark och naturlig växtlighet. Runt Styr är det ganska glesbefolkat, med 25 invånare per kvadratkilometer.